# راجشری پروداکشنز
راجشری پروداکشنز (انگلیسی: Rajshri Productions) شرکت فیلم‌سازی و توزیع فیلم هندی است که در شهر بمبئی، هند قرار دارد، این شرکت که در سال ۱۹۴۷ تأسیس گردید بیشتر به تولید فیلم‌های هندی به فعالیت مشغول است. موفق‌ترین فیلم‌هایی که این شرکت تولید کرده‌است از جمله دوستی (۱۹۶۴)، از طریق مژه‌ها (۱۹۷۸)، آن‌سوی رودخانه (۱۹۸۲)، خاندان (۱۹۸۴)، من عاشق شدم (۱۹۸۹)، من برای تو چه کسی هستم؟ (۱۹۹۴)، ما با هم هستیم (۱۹۹۹)، ازدواج (۲۰۰۶) و گنجینه‌ای به نام عشق پیدا کرد (۲۰۱۵) می‌باشد.